# 崇左駅
崇左駅（すうさえき/中国語簡体字：崇左站/正体字：崇左站）は中華人民共和国広西チワン族自治区崇左市江州区にある中国国鉄南寧鉄路局が管轄する駅である。南寧駅とハノイ近郊のザーラム駅を結ぶT8701/8702次列車の停車駅にもなっている。

## 隣の駅
中国国鉄
湘桂線
瀬湍駅 - 崇左駅 - 古坡駅